# 第89回天皇杯・第80回皇后杯 全日本総合バスケットボール選手権大会

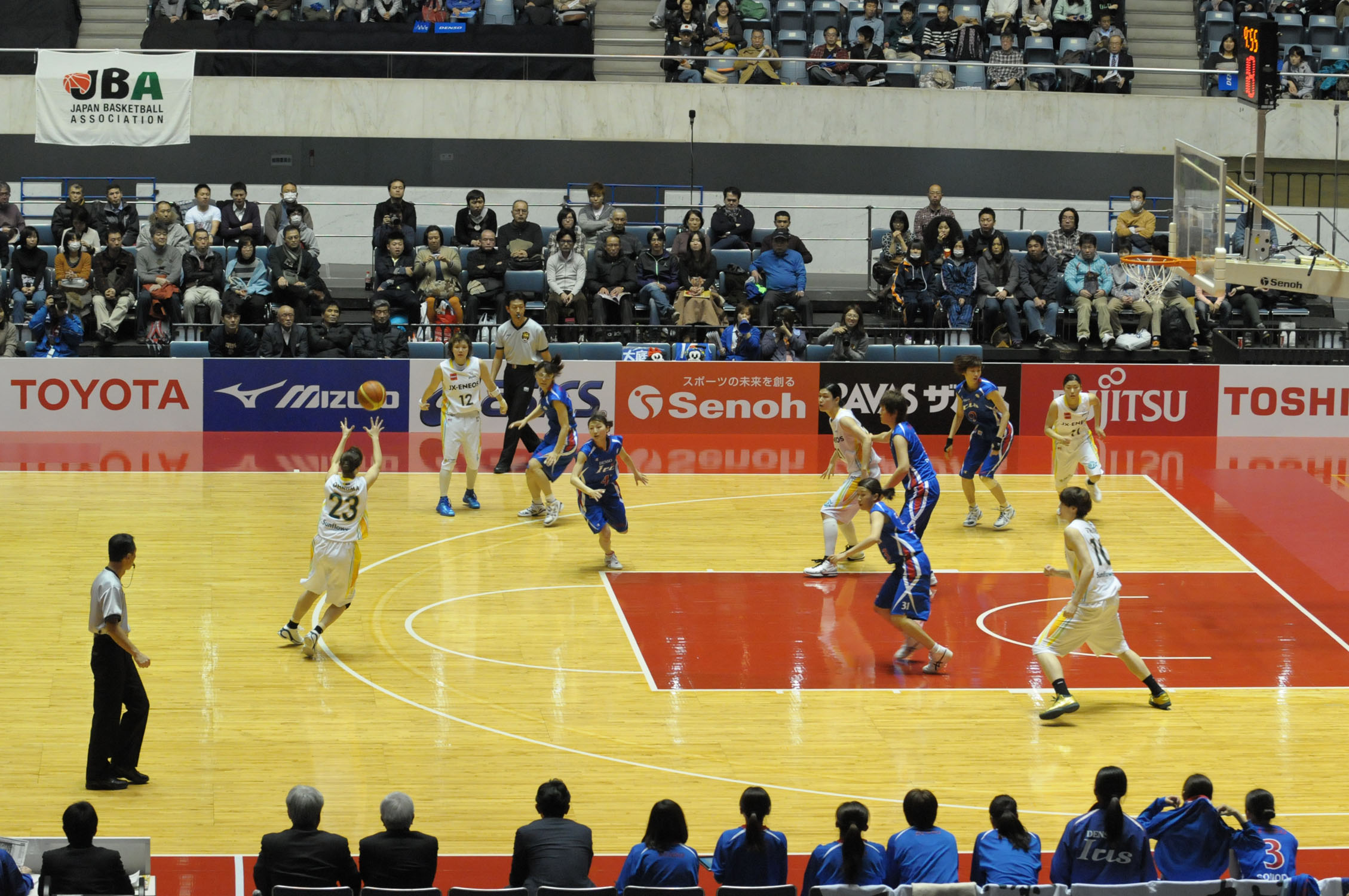
準々決勝、JX-ENEOS対デンソー

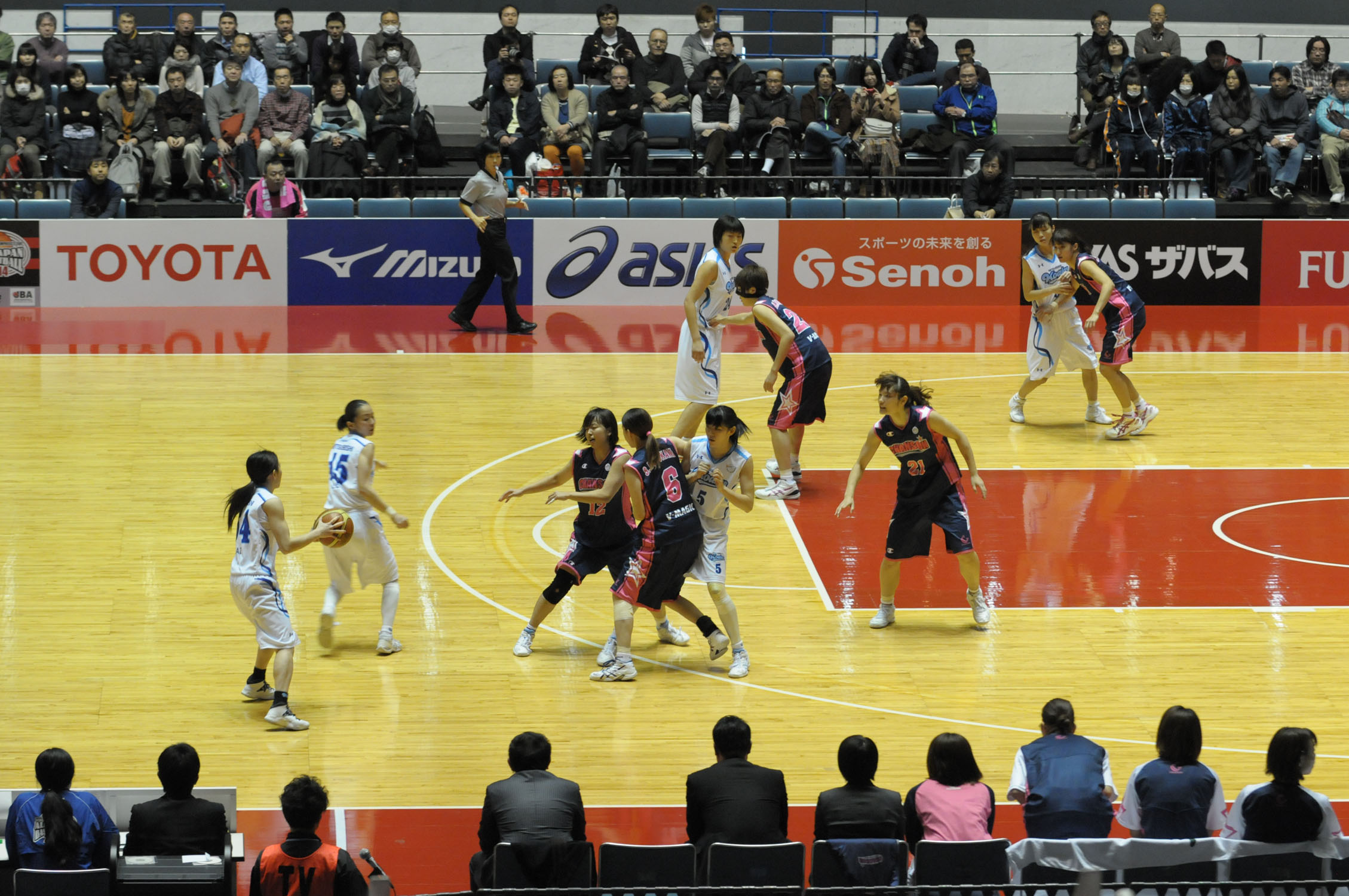
準々決勝、三菱電機対シャンソン

東日本大震災復興支援 第89回天皇杯・第80回皇后杯 全日本総合バスケットボール選手権大会（ひがしにほんだいしんさいふっこうしえん だい89かいてんのうはい・だい80かいこうごうはい ぜんにほんそうごう―せんしゅけんたいかい）は、2014年1月1日から13日まで国立代々木競技場第一・第二体育館と駒沢体育館、大田区総合体育館で開催された全日本総合バスケットボール選手権大会である。女子はJX-ENEOSサンフラワーズが2年ぶり18回目、男子は東芝ブレイブサンダーズ神奈川が8年ぶり3回目の優勝を果たした。

## 出場チーム

### 男子
NBL
- アイシンシーホース三河（1位）
- 和歌山トライアンズ（3位）
- 三菱電機ダイヤモンドドルフィンズ名古屋（5位）
- つくばロボッツ（7位）
- 熊本ヴォルターズ（9位）
- 兵庫ストークス（11位）

- 東芝ブレイブサンダース神奈川（2位）
- トヨタ自動車アルバルク東京（4位）
- レバンガ北海道（6位）
- リンク栃木ブレックス（8位）
- 千葉ジェッツ（10位）
- 日立サンロッカーズ東京（12位）

NBDL
- 東京エクセレンス（1位）
- アイシン・エィ・ダブリュ アレイオンズ安城（3位）

- 豊田通商ファイティングイーグルス名古屋（2位）
- TGI・Dライズ（4位）

学生
- 東海大学（1位）
- 青山学院大学（3位）
- 専修大学（5位）
- 筑波大学（7位）

- 明治大学（2位）
- 拓殖大学（4位）
- 白鷗大学（6位）
- 天理大学（8位）

社会人
- 日本無線（1位）

- 九州電力（2位）

高校
- 京北高等学校

地方ブロック
- 宮田自動車（北海道）
- JR東日本秋田（東北）
- 曙ブレーキ工業（関東）
- 石川ブルースパークス（北信越）
- 愛知学泉大学（東海）

- Fantasista（近畿）
- BEANS（中国）
- 愛媛教員クラブ（四国）
- 福太郎めんべい（九州）

### 女子
WJBL
- JX-ENEOSサンフラワーズ（Wリーグ1位）
- 富士通レッドウェーブ（Wリーグ3位）
- 三菱電機コアラーズ（Wリーグ5位）
- デンソーアイリス（Wリーグ7位）
- トヨタ紡織サンシャインラビッツ（Wリーグ9位）
- 羽田ヴィッキーズ（Wリーグ11位）

- トヨタ自動車アンテロープス（Wリーグ2位）
- シャンソン化粧品シャンソンVマジック（Wリーグ4位）
- 新潟アルビレックスBBラビッツ（Wリーグ6位）
- アイシン・エィ・ダブリュ ウィングス（Wリーグ8位）
- 日立ハイテク クーガーズ（Wリーグ10位）
- 山梨クィーンビーズ（Wリーグ12位）

学生
- 松蔭大学（1位）
- 白鷗大学（3位）
- 拓殖大学（5位）
- 愛知学泉大学（7位）

- 大阪体育大学（2位）
- 早稲田大学（4位）
- 専修大学（6位）
- 西南女学院大学（8位）

社会人
- 山形銀行（1位）

- 秋田銀行（2位）

高校
- 桜花学園高等学校

地方ブロック
- アカシヤクラブ（北海道）
- 山形大学（東北）
- 山梨学院大学（関東）
- 新潟医療福祉大学（北信越）
- 安城学園高等学校（東海）

- 大阪人間科学大学（近畿）
- 広島大学（中国）
- 今治オレンジブロッサム（四国）
- 鶴屋百貨店（九州）

## 試合結果

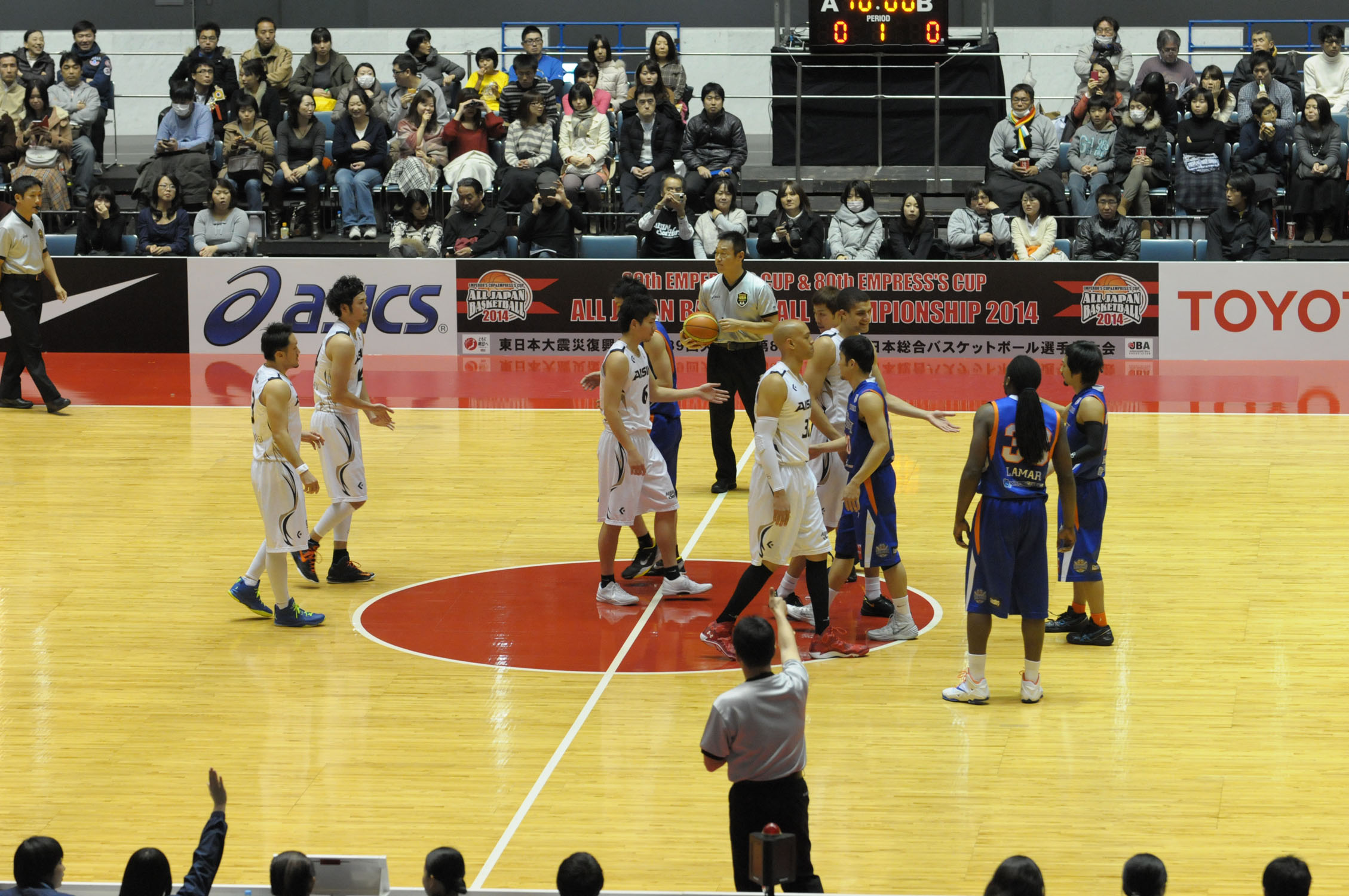
準々決勝、アイシン対つくば

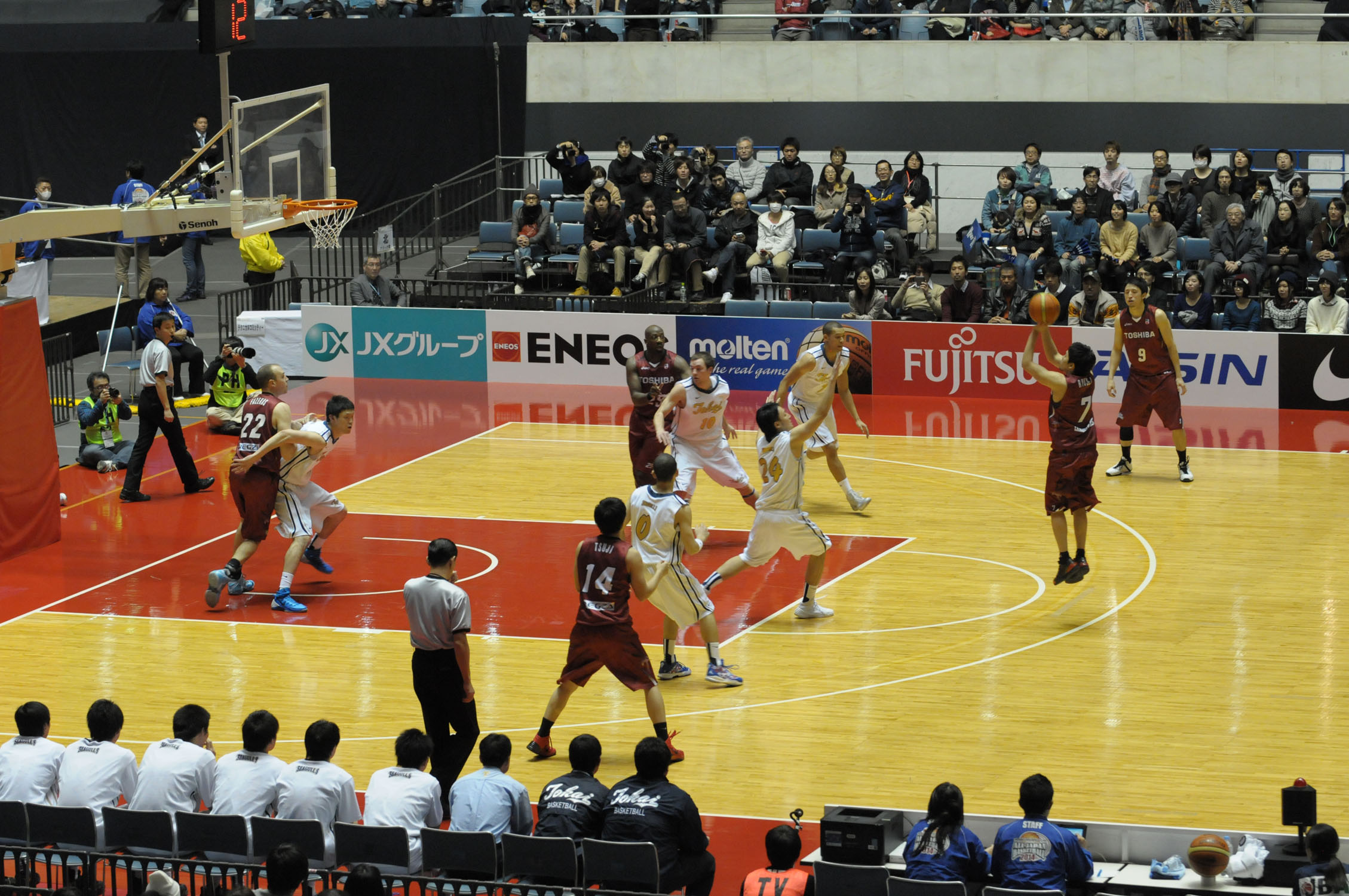
準々決勝、東海大対東芝

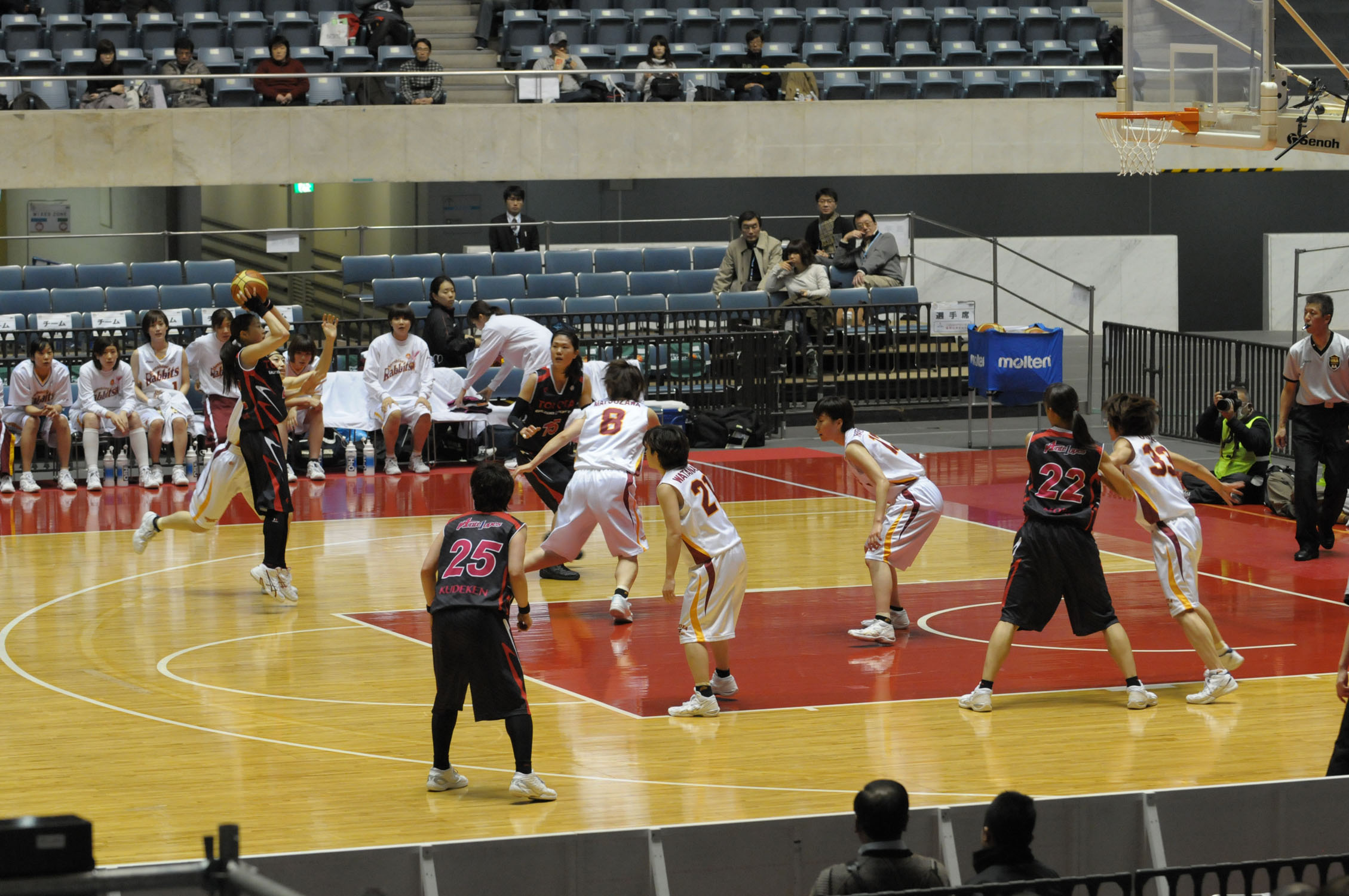
準々決勝、トヨタ対トヨタ紡織

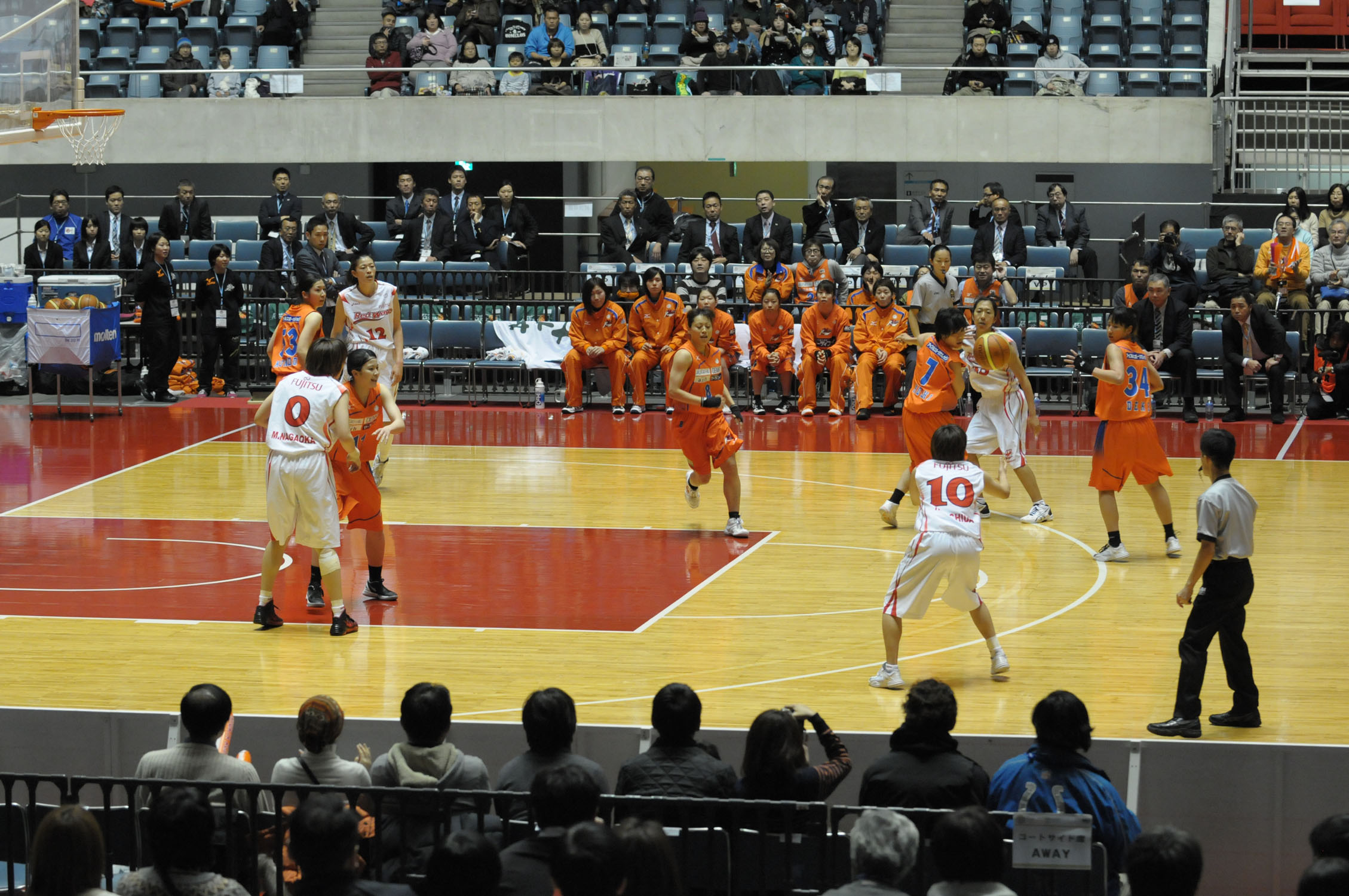
準々決勝、富士通対新潟

- KA・KB：駒沢体育館
- OA・OB：大田区総合体育館
- Y1：代々木第一体育館
- Y2：代々木第二体育館

### 男子
1回戦
| 日時      | Y2                                      | KA                                      | KB                                  |
| --------- | --------------------------------------- | --------------------------------------- | ----------------------------------- |
| 1日13：00 | 愛知学泉大学 56 - 67 天理大学           | 東京エクセレンス 110 - 54 BEANS         | 青山学院大学 76 - 47 曙ブレーキ工業 |
| 1日14：40 | 専修大学 70 - 97 日立サンロッカーズ東京 | 拓殖大学 93 - 67 Fantasista             | 豊田通商 108 - 68 JR東日本秋田      |
| 1日16：20 | TGI・Dライズ 104 - 88 京北高等学校      | 九州電力 61 - 56 筑波大学               | 兵庫ストークス 66 - 64 白鷗大学     |
| 1日18：00 | 福太郎めんべい 56 - 110 千葉ジェッツ    | 愛媛教員クラブ 44 - 86 熊本ヴォルターズ | アイシンAW 100 - 58 宮田自動車      |

2回戦
| 日時      | Y2                                        | KA                                | KB                                 |
| --------- | ----------------------------------------- | --------------------------------- | ---------------------------------- |
| 2日13：00 | 青山学院大学 85 - 93 豊田通商             | 明治大学 83 - 82 拓殖大学         | 東京エクセレンス 100 - 78 日本無線 |
| 2日14：40 | 天理大学 48 - 77 石川ブルースパークス     | 九州電力 69 - 84 熊本ヴォルターズ | 兵庫ストークス 83 - 48 アイシンAW  |
| 2日16：20 | リンク栃木 82 - 76 日立サンロッカーズ東京 |                                   |                                    |
| 2日18：00 | TGI・Dライズ 48 - 84 千葉ジェッツ         |                                   |                                    |

3回戦
| 日時      | Y1                                      | Y2                                    | OA                                 | OB                                  |
| --------- | --------------------------------------- | ------------------------------------- | ---------------------------------- | ----------------------------------- |
| 3日17：00 | 和歌山トライアンズ 82 - 67 千葉ジェッツ | 東海大学 91 - 58 石川ブルースパークス | アイシン 139 - 63 熊本ヴォルターズ | 三菱電機 75 - 63 東京エクセレンス   |
| 3日19：00 | リンク栃木 68 - 82 レバンガ北海道       | 豊田通商 63 - 85 東芝                 | 明治大学 68 - 75 つくばロボッツ    | 兵庫ストークス 61 - 90 トヨタ自動車 |

準々決勝
| 日時      | Y1                                        |
| --------- | ----------------------------------------- |
| 4日17：00 | アイシン 96 - 79 つくばロボッツ           |
| 4日19：00 | 東海大学 65 - 88 東芝                     |
| 5日17：00 | 三菱電機 56 - 67 トヨタ自動車             |
| 5日19：00 | 和歌山トライアンズ 80 - 68 レバンガ北海道 |

準決勝
| 日時       | Y1                            |
| ---------- | ----------------------------- |
| 11日17：00 | アイシン 83 - 89 トヨタ自動車 |
| 11日19：00 | 和歌山 71 - 73 東芝           |

決勝
| 日時       | Y1                        |
| ---------- | ------------------------- |
| 13日15：00 | トヨタ自動車 79 - 82 東芝 |

### 女子
1回戦
| 日時      | OA                                      | OB                                              |
| --------- | --------------------------------------- | ----------------------------------------------- |
| 1日13：00 | 広島大学 70 - 89 拓殖大学               | 愛知学泉大学 47 - 41 秋田銀行                   |
| 1日14：40 | アカシヤクラブ 44 - 71 専修大学         | 今治オレンジブロッサム 45 - 84 大阪人間科学大学 |
| 1日16：20 | 羽田ヴィッキーズ 72 - 59 西南女学院大学 | 山形大学 75 - 58 安城学園高等学校               |
| 1日18：00 | 新潟医療福祉大学 74 - 75 鶴屋百貨店     | 山梨クィーンビーズ 62 - 48 山梨学院大学         |

2回戦
| 日時      | OA                                  | OB                                  |
| --------- | ----------------------------------- | ----------------------------------- |
| 2日13：00 | 拓殖大学 68 - 74 桜花学園高校       | 愛知学泉大学 59 - 68 トヨタ紡織     |
| 2日14：40 | 日立ハイテク 64 - 58 専修大学       | 山形銀行 65 - 72 大阪人間科学大学   |
| 2日16：20 | アイシンAW 79 - 71 羽田ヴィッキーズ | 大阪体育大学 76 - 59 山形大学       |
| 2日18：00 | 鶴屋百貨店 72 - 79 早稲田大学       | 山梨クィーンビーズ 64 - 62 白鷗大学 |

3回戦
| 日時      | Y1                                    | Y2                          | OA                                 | OB                                |
| --------- | ------------------------------------- | --------------------------- | ---------------------------------- | --------------------------------- |
| 3日13：00 | 松蔭大学 46 - 74 トヨタ紡織           | アイシンAW 51 - 54 デンソー | 三菱電機 103 - 67 桜花学園高等学校 | 大阪体育大学 72 - 78 新潟         |
| 3日15：00 | 大阪人間科学大学 63 - 88 トヨタ自動車 | JX-ENEOS 99 - 67 早稲田大学 | 日立ハイテク 59 - 115 シャンソン   | 富士通 74 - 46 山梨クィーンビーズ |

準々決勝
| 日時      | Y1                              |
| --------- | ------------------------------- |
| 4日13：00 | JX-ENEOS 67 - 63 デンソー       |
| 4日15：00 | 三菱電機 65 - 62 シャンソン     |
| 5日13：00 | トヨタ紡織 55 - 81 トヨタ自動車 |
| 5日15：00 | 富士通 82 - 49 新潟             |

準決勝
| 日時       | Y1                          |
| ---------- | --------------------------- |
| 11日13：00 | 富士通 43 - 70 トヨタ自動車 |
| 11日15：00 | JX-ENEOS 85 - 56 三菱電機   |

決勝
| 日時       | Y1                            |
| ---------- | ----------------------------- |
| 12日15：00 | JX-ENEOS 69 - 61 トヨタ自動車 |

## 大会ベスト5
男子
- 辻直人（東芝№14・初受賞）
- ニック・ファジーカス（東芝№22・初受賞）
- ジェフ・ギブズ（トヨタ自動車№3・初受賞）
- 岡田優介（トヨタ自動車№10・初受賞）
- 川村卓也（和歌山№9・7年ぶり2回目）

女子

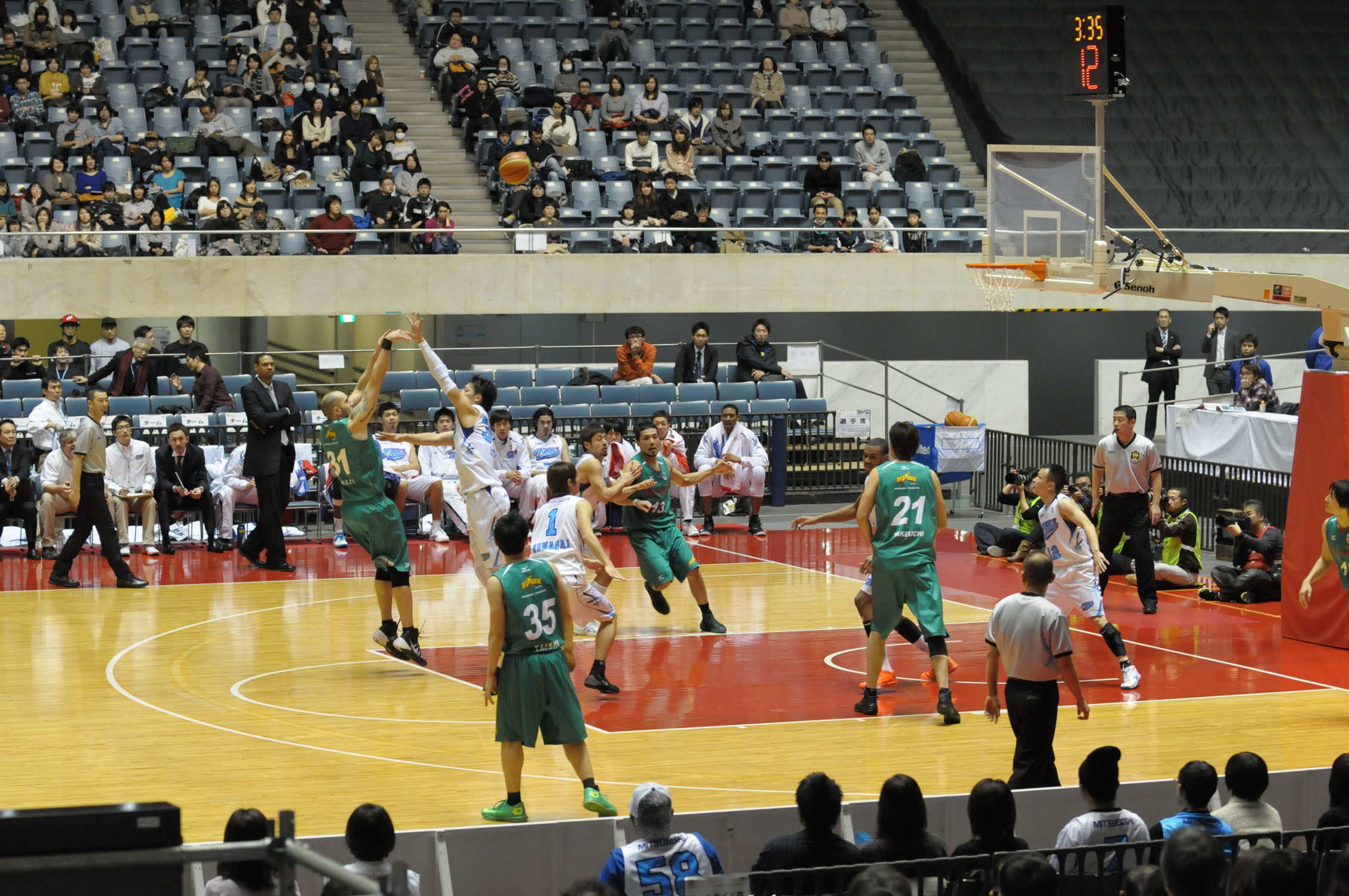
準々決勝、三菱電機対トヨタ

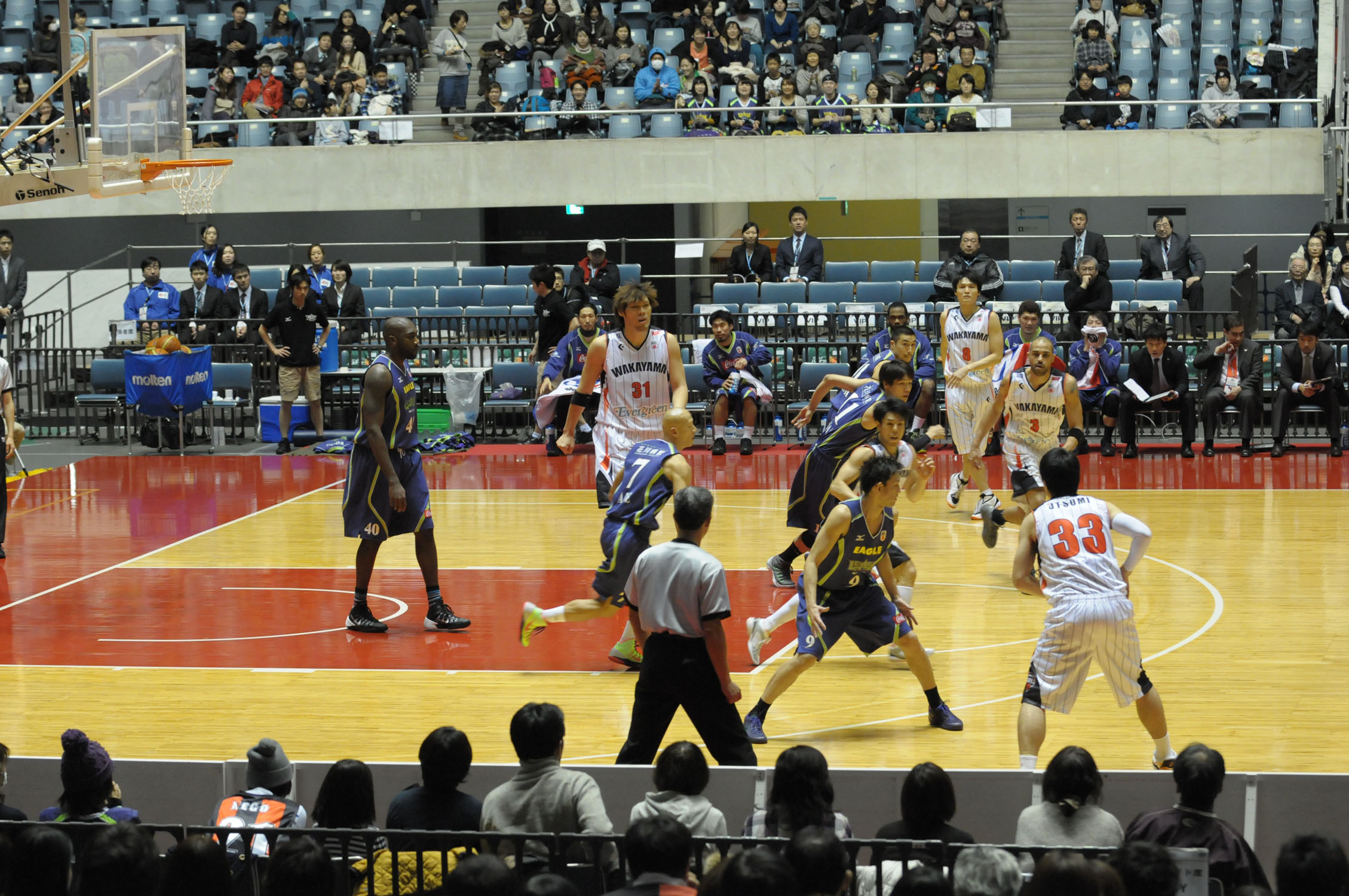
準々決勝、和歌山対北海道

- 吉田亜沙美（JX-ENEOS№12・2年ぶり4回目）
- 渡嘉敷来夢（JX-ENEOS№10・4年連続4回目）
- 間宮佑圭（JX-ENEOS№21・初受賞）
- 川原麻耶（トヨタ自動車№2・2年連続2回目）
- 森ムチャ（トヨタ自動車№22・初受賞）

## 備考
- 東京体育館はコンサートが行われたため1・2回戦は駒沢体育館、大田区総合体育館で行われた。
- 1・2回戦は審判2人制、3回戦以降は3人制。
- NBL、NBDLの順位は2013年12月1日の時点のもの。
- WJBLの順位は第14回Wリーグのもの。